# صموئيل سيمبسون شارب
صموئيل سيمبسون شارب هو سياسي كندي، ولد في 13 مارس 1873 في يوكسبريدج في كندا، وتوفي في 25 مايو 1918 في مونتريال في كندا. حزبياً، نشط في حزب كندا المحافظ. وقد انتخب عضو مجلس العموم الكندي.